# Le Favril, Eure-et-Loir
Le Favril är en kommun i departementet Eure-et-Loir i regionen Centre-Val de Loire strax norr om centrala Frankrike. Kommunen ligger i kantonen Courville-sur-Eure som tillhör arrondissementet Chartres. År 2022 hade Le Favril 365 invånare.

## Befolkningsutveckling
Antalet invånare i kommunen Le Favril
Referens:INSEE